# دينيز ميهالي
دينيز ميهالي (بالألمانية: Dénes von Mihály)‏ هو مهندس وفيزيائي ومخترِع مجري، ولد في 7 يوليو 1894 في غودولو في المجر، وتوفي في 29 أغسطس 1953 في برلين في ألمانيا.